# 近卫军临刑的早晨

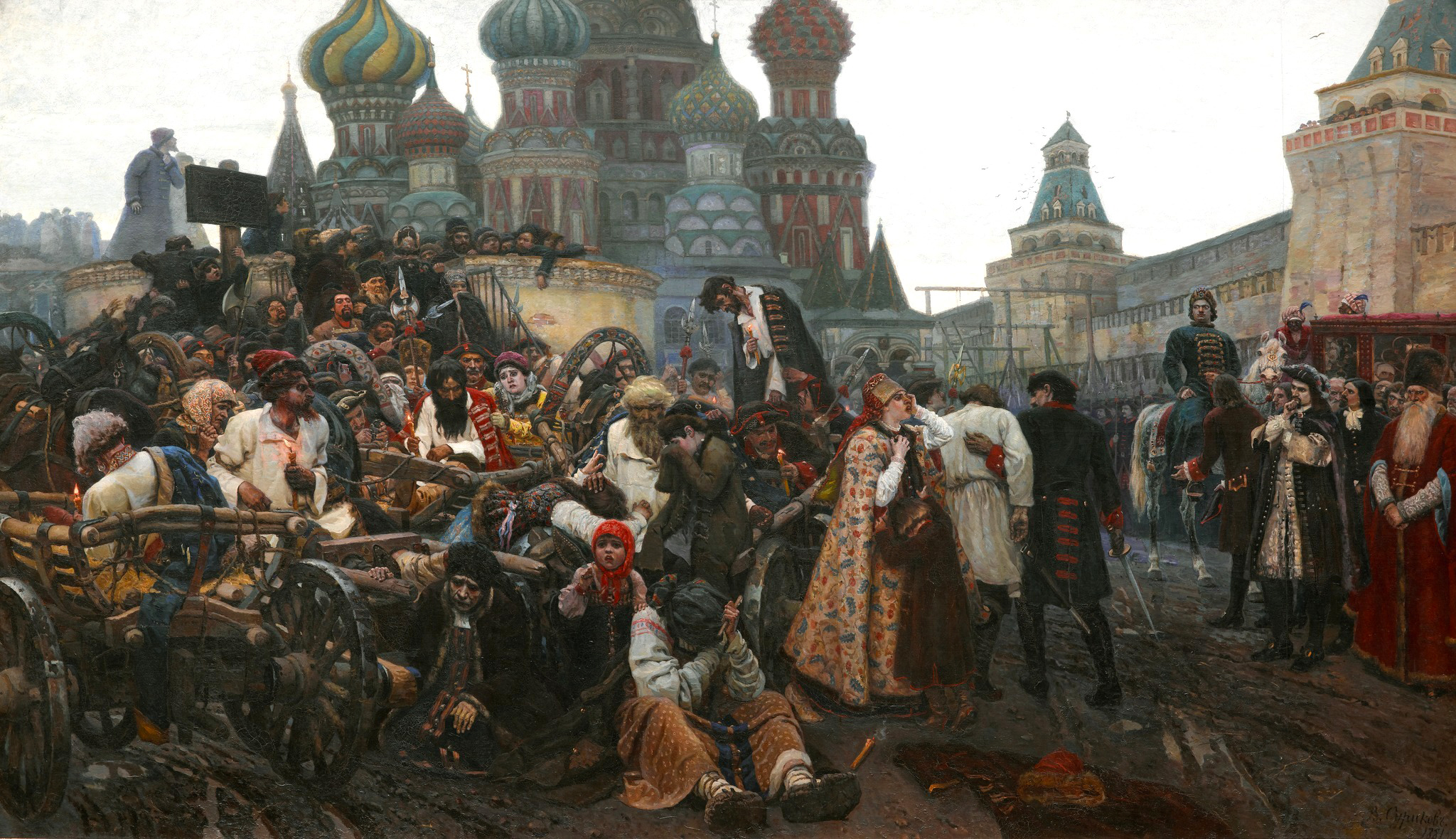
近卫军临刑的早晨

《近卫军临刑的早晨》（俄语：Утро стрелецкой казни；英语：The Morning of the Streltsy Execution）是俄国画家瓦西里·伊万诺维奇·苏里科夫（1848-1916）的一幅名画，绘于1881年。这幅画描绘17世纪末俄罗斯的一个戏剧性的历史事件，表现彼得大帝在克里姆林宫的宫墙前，公开处决1698年企图造反的俄羅斯射击军士兵。
这幅画保存在莫斯科的特列季亚科夫画廊，大小为 218 × 379 厘米。